# 1619
Реформація •  Епоха великих географічних відкриттів •  Ганза •  Нідерландська революція •  Річ Посполита •  Запорозька Січ

## Геополітична ситуація
Османську імперію очолює Осман II (до 1622). Під владою османського султана перебувають Близький Схід та Єгипет, Середземноморське узбережжя Північної Африки, частина Закавказзя, значні території в Європі: Греція, Болгарія і Сербія. Васалами османів є Волощина та Молдова.
Священна Римська імперія — наймогутніша держава Європи. Її територія охоплює, крім німецьких земель, Угорщину з Хорватією, Богемію, Північну Італію. Її імператором є Фердинанд II з родини Габсбургів (до 1637). На території імперії розгорілася Тридцятирічна війна. Фрідріха V Пфальцького проголошено королем Богемії, Габора Бетлена — королем Угорщини.
Габсбург Філіп III Благочестивий є королем Іспанії (до 1621) та Португалії. Йому належать Іспанські Нідерланди, південь Італії, Нова Іспанія, Нова Гранада та Нова Кастилія в Америці, Філіппіни. Португалія, попри правління іспанського короля, залишається незалежною. Вона має володіння в Бразилії, в Африці, в Індії, на Цейлоні, в Індійському океані й Індонезії.
Північ Нідерландів займає Республіка Об'єднаних провінцій. Король Франції — Людовик XIII Справедливий (до 1643). Королем Англії є Яків I Стюарт (до 1625). Король Данії та Норвегії — Кристіан IV Данський (до 1648), Швеції — Густав II Адольф (до 1632). На Апеннінському півострові незалежні Венеціанська республіка та Папська область.
Королем Речі Посполитої, якій належать українські землі, є Сигізмунд III Ваза (до 1632). На півдні України існує Запорозька Січ.
Царем Московії є Михайло Романов (до 1645). Існують Кримське ханство, Ногайська орда.
Шахом Ірану є сефевід Аббас I Великий (до 1629).
Значними державами Індостану є Імперія Великих Моголів, Біджапурський султанат, султанат Голконда, Віджаянагара. У Китаї править династія Мін. У Японії триває період Едо.

## Події

### В Україні
- 29 серпня у містечку Кам'янка Струмилова на ярмарку відбулася перша відома постановка українських інтермедій.
- Луцьке братство отримало офіційне визнання короля з наданням привілею на будівництво церкви і притулку.
- Морський похід козаків під рукою Якова Бородавки-Нероди на Тягиню.
- Роставицька угода 1619 — козацький реєстр обмежується до 3000.

### У світі
- Тридцятирічна війна:

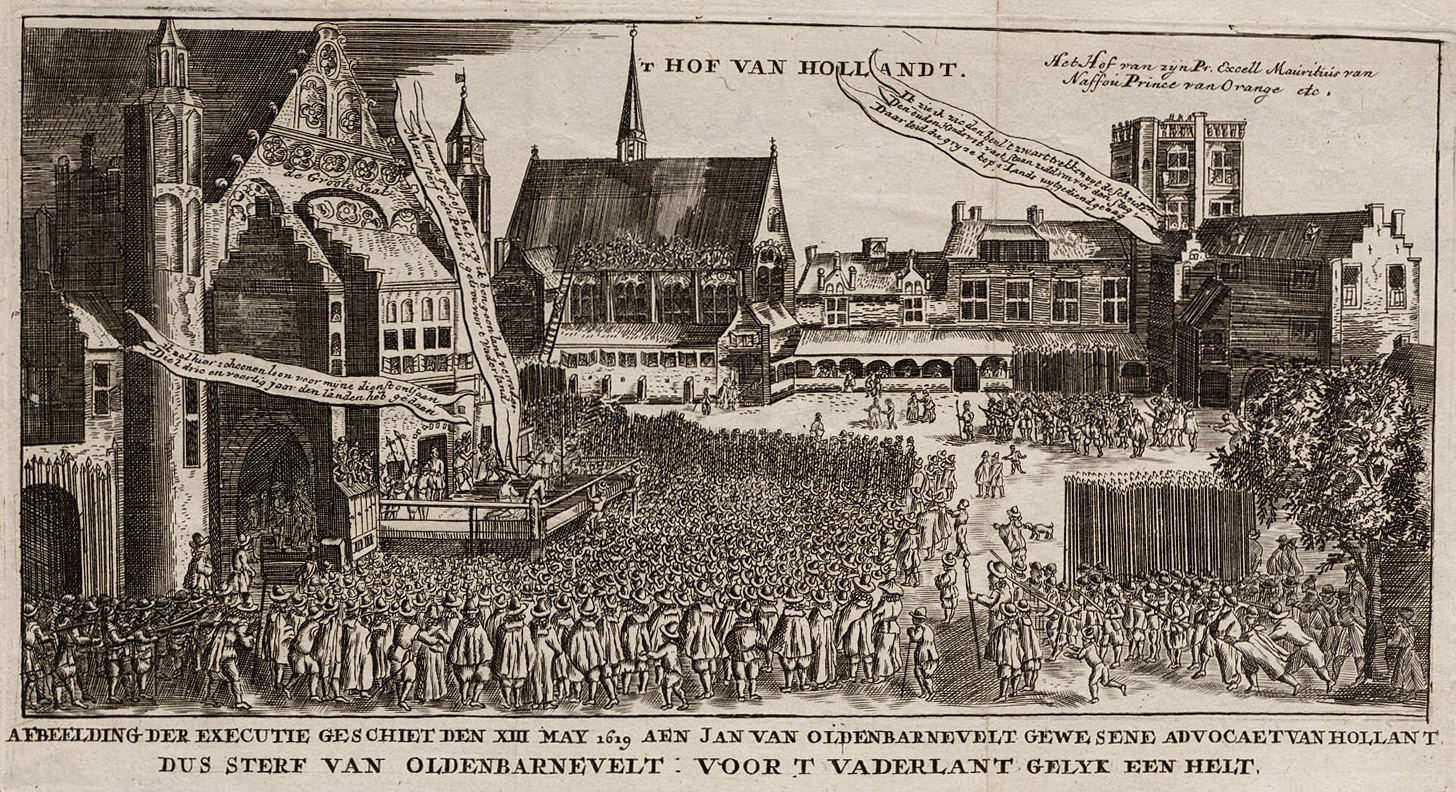
Страта Йогана ван Ольденбарневельта.

  - 20 березня помер імператор Матвій Габсбург.
  - 10 червня протестанти зазнали поразки в битві при Саблаті.
  - 5 серпня протестанти здобули перемогу при Вестоніці.
  - 18 серпня богемські протестанти уклали угоду з правителем Трансильванії Габором Бетленом. Бетлен увів свої сили в Угорщину.
  - 26 серпня королем Богемії обрано Фрідріха V Пфальцького.
  - 28 серпня імператором Священної Римської імперії обрано Фердинанда II Габсбурга.
  - 8 жовтня імператор уклав угоду про спільні дії з баварським князем Максиміліаном I.
  - 11 листопада Габор Бетлен проголосив себе королем Угорщини.
  - 23 листопада у битві під Гуменним поляки завдали поразки угорцям, змусивши їх відступити від Відня.
- У Нідерландах страчено Йогана ван Ольденбарневельта.
- 30 липня в Джеймстауні (колонія Вірджинія) почав свою роботу перший в Америці виборний орган влади — Палата міщан
- 20 серпня голландський корабель доставив до Америки перших 20 африканських негрів, проданих у рабство жителям колонії Джеймстаун.
- Іспанці дослідили Вогняну землю.
- Португальці ліквідували державу Джаффна на Цейлоні.
- Нідерландці захопив Джаякарту й перейменували її в Батавію.
- Маньчжурські війська Нурхаці здобули перемогу над силами династії Мін поблизу Сарху.

## Народились
- 6 березня — Савіньєн Сірано де Бержерак, французький письменник, драматург

## Померли
- 9 лютого — спалений на вогні Джуліо Чезаре Ваніні, італійський філософ-пантеїст